# Texanna (Oklahoma)
Texanna es un lugar designado por el censo ubicado en el condado de McIntosh en el estado estadounidense de Oklahoma. En el Censo de 2010 tenía una población de 2261 habitantes y una densidad poblacional de 35,16 personas por km².

## Geografía
Texanna se encuentra ubicado en las coordenadas 35°21′29″N 95°30′42″O / 35.35806, -95.51167. Según la Oficina del Censo de los Estados Unidos, Texanna tiene una superficie total de 103.48 km², de la cual 102.82 km² corresponden a tierra firme y (0.64%) 0.66 km² es agua.

## Demografía
Según el censo de 2010, había 2261 personas residiendo en Texanna. La densidad de población era de 35,16 hab./km². De los 2261 habitantes, Texanna estaba compuesto por el 80.98% blancos, el 0.62% eran afroamericanos, el 13.18% eran amerindios, el 0.04% eran asiáticos, el 0.09% eran isleños del Pacífico, el 0.13% eran de otras razas y el 4.95% pertenecían a dos o más razas. Del total de la población el 1.72% eran hispanos o latinos de cualquier raza.